# Syed Shahabuddin Salfi Firdausi
Maulana Syed Shahabuddin Salfi Firdausi (Darbhanga, 1 de março de 1956 - Pune, 2 de abril de 2018) foi um estudioso islâmico indiano, autor, pregador e ativista da paz. Ele fundou o Banco Athar Blood em 2012 na Solapur.

## Início da vida
Maulana Firdausi nasceu em 1 de março de 1956 em Babu Saleempur, aldeia de Darbhanga, em uma família religiosa. Ele se formou no Seminário Islâmico Darul Uloom Ahmadiyya Salafia, em Darbhanga, Bihar, em 1971.
Em 1978, depois de completar a educação, ele trabalhou como professor em Madrasa Islahiya, Pathar ki Masjid, Patna, depois mudou-se para Kasba Bara Khurd (conhecida como Kamsarobar), Gazipur, UP e passou dois anos trabalhando no campo educacional. Maulana chegou à cidade dos sonhos, Mumbai, em 1981 e ficou 23 dias em Dargah Masjid, Malad. Posteriormente, ele foi a Solapur, em 7 de maio de 1981, e foi calorosamente recebido lá. Então, Maulana foi para Rehmania Masjid, e começou sua pregação e ficou lá de 1981 a 1984. Ele também escreveu um livreto chamado "Meri Namaz" em 1981.

## Trabalhos notáveis
Maulana Syed Shahabuddin Salfi Firdausi fundou o Banco Athar Blood, em Solapur, em 2012, sob uma associação pública de 'Athar Minorities Social and Welfare Association'. Ele também construiu uma mesquita 'Masjid-ul-Salam' em Ambedkar Nagar, Solapur.
Ele é autor de vários livros sobre o Islã, incluindo uma biografia do profeta Maomé chamada Seerat e Badr-ud-Duja e Talaq Talaq Talaq - um livro detalhando casamento, procedimento de divórcio no Islã.
Ele denunciou o triplo talaq e halala antes do veredicto da Suprema Corte, chamando-os de não islâmicos e instrumento para oprimir as mulheres.
Ele também defendeu a mudança da mesquita Babri em Ayodhya.
O papel desempenhado por Maulana durante as revoltas de Solapur ocorridas em outubro de 2002, foi elogiado por Asghar Ali Engineer, que escreveu: "Também deve ser mencionado aqui que o papel desempenhado por Maulana Shahabuddin Salafi era muito louvável. Ele conteve a juventude muçulmana na área de Saharnagar e Asranagar". Caso contrário, os muçulmanos teriam sofrido muito mais danos. Os jovens muçulmanos eram bastante violentos em seu comportamento. Foi a contenção e a sabedoria exercida pelo Maulana e também o comissário de polícia Sr. More, que salvou a situação. O Maulana também protegeu muitas vidas hindus. estas áreas."

## Morte
Maulana Firdausi faleceu no dia 2 de abril de 2018, devido a um ataque cardíaco em sua residência em Pune. Ele foi enterrado no cemitério muçulmano Kondhwa Gaothan em Pune.